# Восточноукраинский национальный университет
Восточноукраинский национальный университет имени Владимира Даля (укр. Східноукраїнський національний університет імені Володимира Даля) — государственное высшее учебное заведение на Украине.
В 2014 году в связи с войной на Донбассе университет был официально эвакуирован в Северодонецк Луганской области и размещён на базе его структурного подразделения — Северодонецкого технологического института (до 2022 года). Часть студентов и преподавателей университета остались в Луганске, где продолжила учёбу и работу в Луганском государственном университете имени Владимира Даля. В 2022 Университет в Северодонецке был ликвидирован. В 2023 году университет в Луганске был официально подчинён Министерству науки и высшего образования РФ .

## История
Во исполнение декрета Совета Народных Комиссаров от 24.03.1920 «О срочном выпуске инженеров-специалистов», 27 марта 1920 года был создан Луганский народный техникум, который в конце августа 1920 года переименовали в Луганский вечерний рабочий техникум. Техникум стал первым учебным заведением в Донбассе, где на механическом, строительном и электротехническом факультетах (в то время — отделах) готовили техников для машиностроительной промышленности. Срок обучения в техникуме составлял 3 года. Прошедшим годичную практику по специальности, после окончания техникума, присваивалось звание инженера. Первый руководитель — Пётр Константинович Мигулин (1920—1922).
Занятия проводились в доме бывшего Пушкинского училища по ул. Патронной, а впоследствии в бывшем четырёхэтажном доме Васнева по ул. Банковской (ул. Шевченко). Техникуму был отведён 4-й этаж. В 1927 г. ЛВРТ был выделен второй и третий этажи постоянного помещения в доме № 38 на улице Ленина и присвоено имя Л. Б. Красина. В том же году произошёл первый выпуск инженеров (11 человек) по специальности «Паросиловое оборудование».
В 1930 году постановлением СНК СССР Луганский вечерний рабочий техникум был реорганизован в Луганский вечерний рабочий машиностроительный институт. Первый выпуск инженеров ЛВРМИ состоялся в 1932 году по специальности «Строительное дело». В 1934 году деятельность института была приостановлена и возобновлена только в 1939 году под новым названием — Ворошиловградский вечерний машиностроительный институт.
Во время Великой Отечественной войны вуз был эвакуирован в Омск, где 16 ноября 1942 года постановлением СНК СССР реорганизован в Омский машиностроительный институт (ныне Омский государственный технический университет).
После войны в течение 1945—1959 годов учебное заведение действовало в качестве филиалов Московского заочного института металлопромышленности, Харьковского механико-машиностроительного института (в 1950 году вместе с тремя другими учебными заведениями Харькова объединённый в Харьковский политехнический институт им. В. И. Ленина).
С 1960 года Луганский вечерний машиностроительный институт является самостоятельным учебным заведением. Общее количество студентов составило 940 человек, которые учились на вечерней форме. С 1962 года появляется дневное отделение.
8 мая 1993 года был создан Восточноукраинский государственный университет на базе объединения Луганского машиностроительного института и нескольких высших учебных заведений г. Луганска и области. В 1996 году учреждению предоставлен IV уровень аккредитации, однако из его состава выделился Луганский педагогический университет имени Т. Шевченко.
11 сентября 2000 года университету присвоен статус национального. Статус национального самоуправляющегося (автономного) исследовательского высшего учебного заведения был предоставлен вузу 24 марта 2010.
Имя известного российского лексикографа Владимира Даля, который родился в Луганске, было присвоено университету 13 ноября 2001 года.
В марте 2010 года произошло торжественное открытие возле главного корпуса ВНУ им. В. Даля памятника Владимиру Ивановичу Далю.

### Луганский государственный университет в Луганске
28 сентября 2014 из-за войны на Донбассе руководство университета сообщило об окончательном переносе местонахождения из Луганска в Северодонецк.  Часть профессорско-преподавательского и студенческого состава осталась в Луганске, сформировав ГОУ ВПО ЛНР «Луганский национальный университет имени В. Даля».
По состоянию на 2019 год в Луганском университете обучалось 12 228 студентов
21 июля 2020 года распоряжением правительства ЛНР № 825-р/20 ГОУ ВПО ЛНР «Луганский национальный университет имени В. Даля» был переименован в Государственное образовательное учреждение высшего образования Луганской Народной Республики (ГОУ ВО ЛНР) «Луганский государственный университет имени В. Даля».
В связи с вхождением ЛНР в состав РФ, приказом №347 Министерства науки и высшего образования РФ в 2023 году ГОУ ВО ЛНР «Луганский Государственный Университет имени В. Даля» переименован в Федеральное государственное бюджетное образовательное учреждение высшего образования РФ «Луганский государственный университет имени В. Даля».

### Восточноукраинский национальный университет в Киеве
В 2022 году северодонецкая часть университета была эвакуировна сначала в Каменец-Подольский, а затем в Киев на улицу Иоанна Павла II, 17.